# Baudouin III de Flandre
Pour les articles homonymes, voir Baudouin III.
Baudouin III de Flandre, dit Baudouin le Jeune, né v. 940 et mort le 1er janvier 962 à Bergues-Saint-Winoc, fils du comte Arnoul Ier et d'Adèle de Vermandois († 960), est comte de Flandre de 958 à 962.

## Biographie
Baudouin est cité pour la première fois en 942 en tant que représentant de son père pour une donation à l'abbaye Saint-Pierre de Gand. En 954, dans un acte de donation faite par sa mère à cette même abbaye, il est gratifié du titre de comte (comes). Il est apparemment dès cette date co-régent de son père en Flandre et gouverne le comté de Boulogne comme fief personnel. Au cours de cette brève période, Baudouin III fortifie Bergues, Furnes, Ypres, Bruges et Bourbourg. En 957, il dispute en vain le contrôle d'Amiens à Roger de Montreuil.
Entre 951 et 959, son père lui fait épouser Mathilde de Saxe, fille du duc Hermann Ier de Saxe et d'Hildegarde de Westerburg, dont il aura pour fils Arnoul II de Flandre.
En 958, lors d'une assemblée des États à Gand, Arnoul Ier remet à son fils Baudouin III le gouvernement du comté de Flandre.
Il prend part à une expédition contre les Normands sous l’autorité du roi de France, Lothaire, mais meurt, à son retour, de la variole (962), laissant un fils encore enfant (Arnoul II), ce qui contraint Arnoul Ier (père de Baudouin III) à reprendre le titre comtal.
Il meurt à Bergues le 1er janvier 962 et est enterré à l'abbaye de Saint-Bertin de Saint-Omer, dont il a été l'abbé laïc éphémère.